# Tullycommon-Knochen

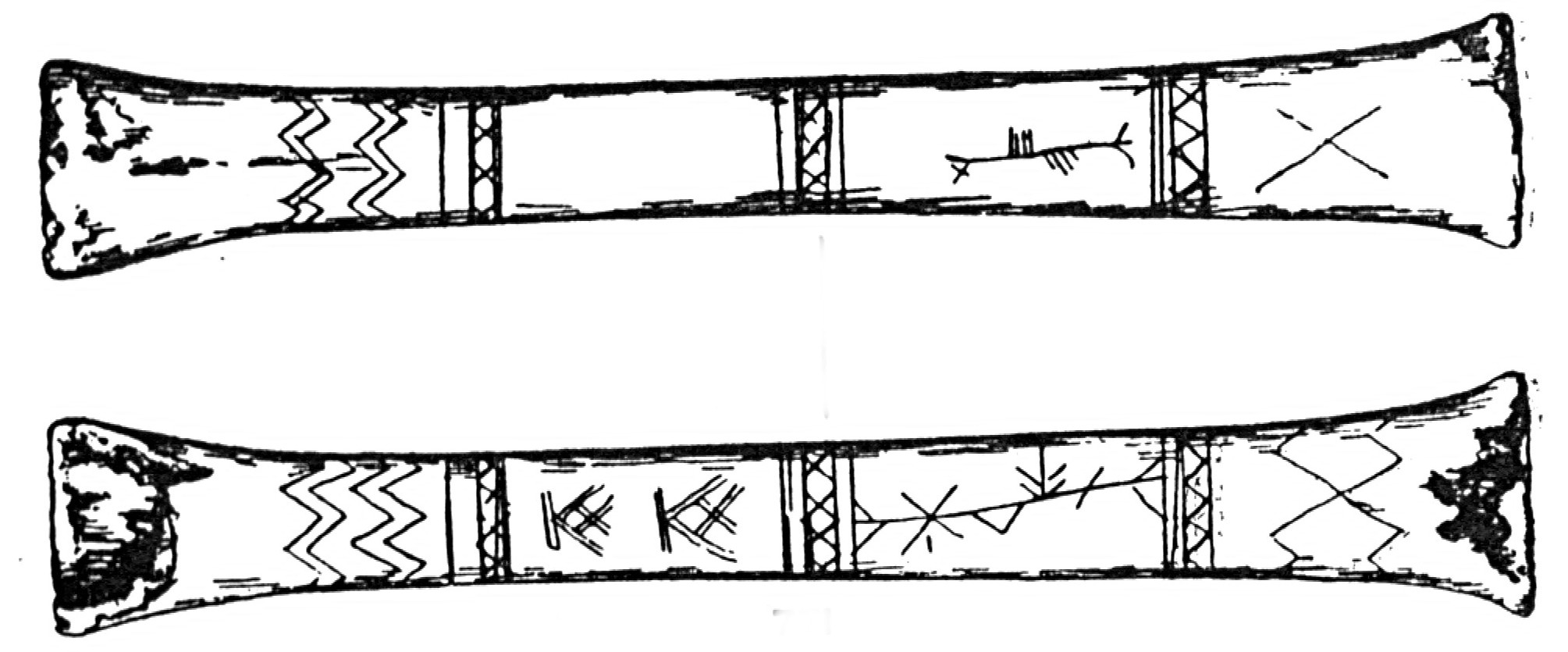
Zeichnung beider Seiten des Tullycommon-Knochens

Der Tullycommon-Knochen (CIIC 52) ist ein archäologischer Fund, der 1934 bei Ausgrabungen der Befestigungsanlage Cahercommaun, Townland Tullycommon (irisch Tulach Chumann), Grafschaft Clare, Irland, entdeckt wurde. Es handelt sich um einen vollständigen Mittelhandknochen eines Schafes, der auf jeder Seite eine Ogham-Inschrift aufweist. Der Fund wird ins 7. bis 10. Jahrhundert datiert.

## Inschrift
Der Tullycommon-Knochen hat neben verschiedenen Ornamenten wie Zickzack-Linien auf jeder Seite eine kurze Ogham-Inschrift. Bei den Zeichen handelt es sich eindeutig um Ogham-Zeichen. Dies belegen die für Ogham-Inschriften typischen Stammlinien mit den verwendeten Anfangs- und Endpfeilen, deren Spitzen durch die Stammlinie gehen.

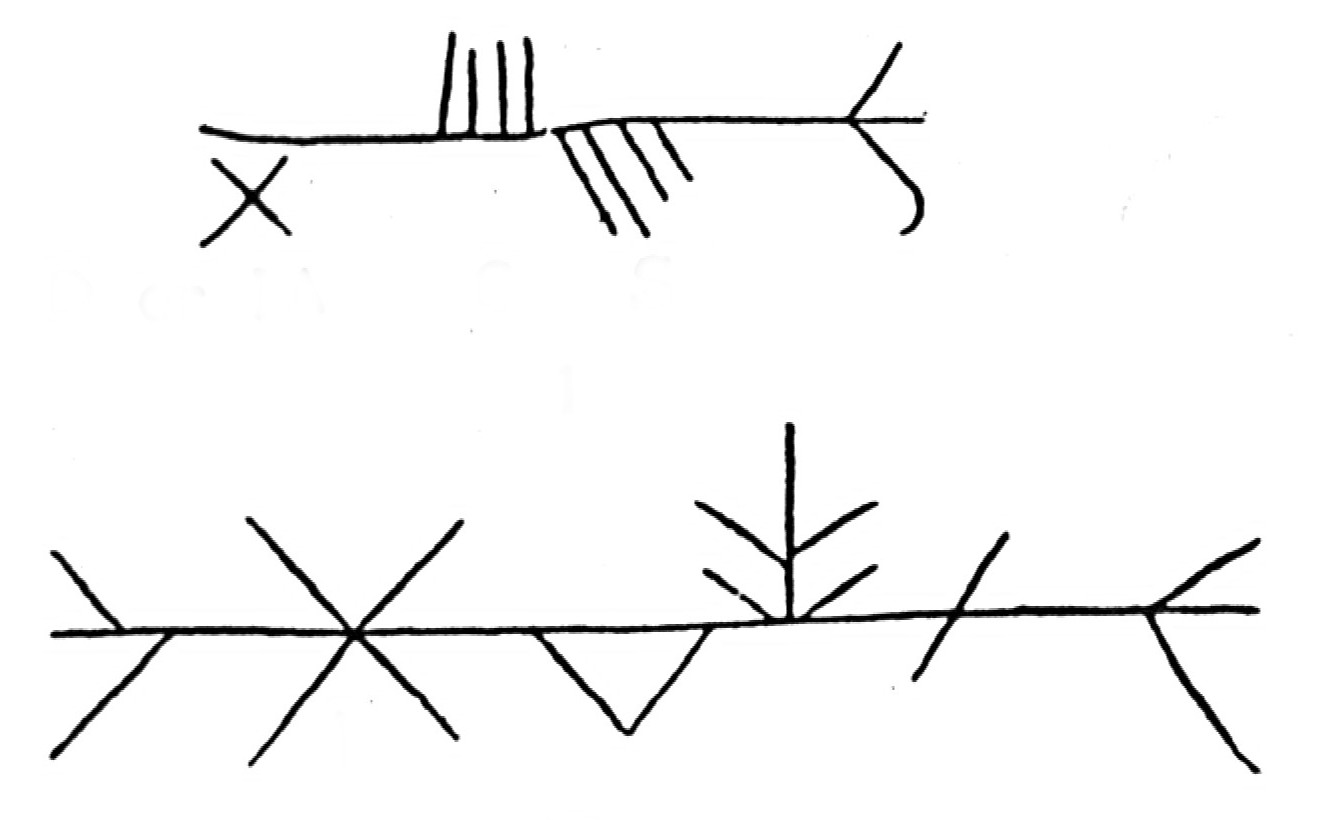
Abzeichnung der Zeichen

Obere Zeile der rechten Abbildung: Um den Anfang zu markieren, wird statt des nach rechts laufenden Pfeils wie auch beim Buckquoy-Spinnwirtel ein „X“ neben bzw. unter (vgl. Abbildung) der Stammlinie verwendet. Als Ogham-Zeichen sind eindeutig die Zeichen ᚉ< (C) und ᚄ (S) erkennbar.
Untere Zeile der rechten Abbildung: Erkennbar sind die Zeichen ᚕ (EA, wurde auch für K verwendet) sowie das Zeichen ᚋ (M) (Zeichen vor Endpfeil) zu erkennen. Die Zeichen in der Mitte sind nicht entschlüsselbar.
Auch das Entschlüsseln der gesamten Inschrift ist nicht möglich. „Es ist sinnlos, eine kurze Inschrift dieser Art zu entschlüsseln...“ Falls es keine Kritzeleien sind, können die Zeichen tatsächlich für magische Zwecke verwendet worden sein. Möglicherweise war der Knochen einer aus einer ganzen Serie von Knochen, die zur Wahrsagerei verwendet wurden. Jedoch wird bei den an den zwei Stellen nicht entschlüsselbaren Zeichen (vgl. auch Bild rechts oben) angenommen, dass „es sich um eine noch nicht identifizierte graphische Variante der Ogamzeichen“ handelt, „die den Varianten im Auraicept na nÉces ... sehr gleichen“.

## Besonderheit
Der Tullycommon-Knochen gehört zu den bis heute in der Ogham-Fachliteratur nur zwölf erwähnten seltenen Kleinfunden, also Funde, bei denen die Ogham-Zeichen nicht in Steinplatten und Steinsäulen (etwa 400), sondern in kleine Objekte (vorwiegend Alltagsgegenstände) eingeritzt sind. Davon wurden einschließlich des Tullycommon-Knochens sechs in Irland entdeckt, nämlich noch der Ballinderry-Würfel, die Ballyspellan-Fibel, der Dublin-Castle-Kamm, die Ennis-Perle und die Kilgulbin-Hängeschüssel.
Die Halskette der Glencurran Cave wurde 2010 bei Ausgrabungen in der Höhle Glencurran Cave (irisch Uaimh Ghleann Corráin) im Townland Tullycommon gefunden.